# Szent Horszisziosz
Szent Horszisziosz, más írásmóddal Horsziészi vagy Orszisziosz (305 körül – 390 körül) ókeresztény egyiptomi szerzetes, úgynevezett sivatagi atya. 

## Élete és műve
Szent Pakhomiosz második utóda volt az egyiptomi keresztény szerzetesközösség vezetői posztján. Műve Szent Jeromos latin nyelvű fordításában maradt fenn Doctrina de institutione monachorum címmel.
Az egyház szentként tiszteli, és június 15-én üli ünnepét.